# Залив Бомонта

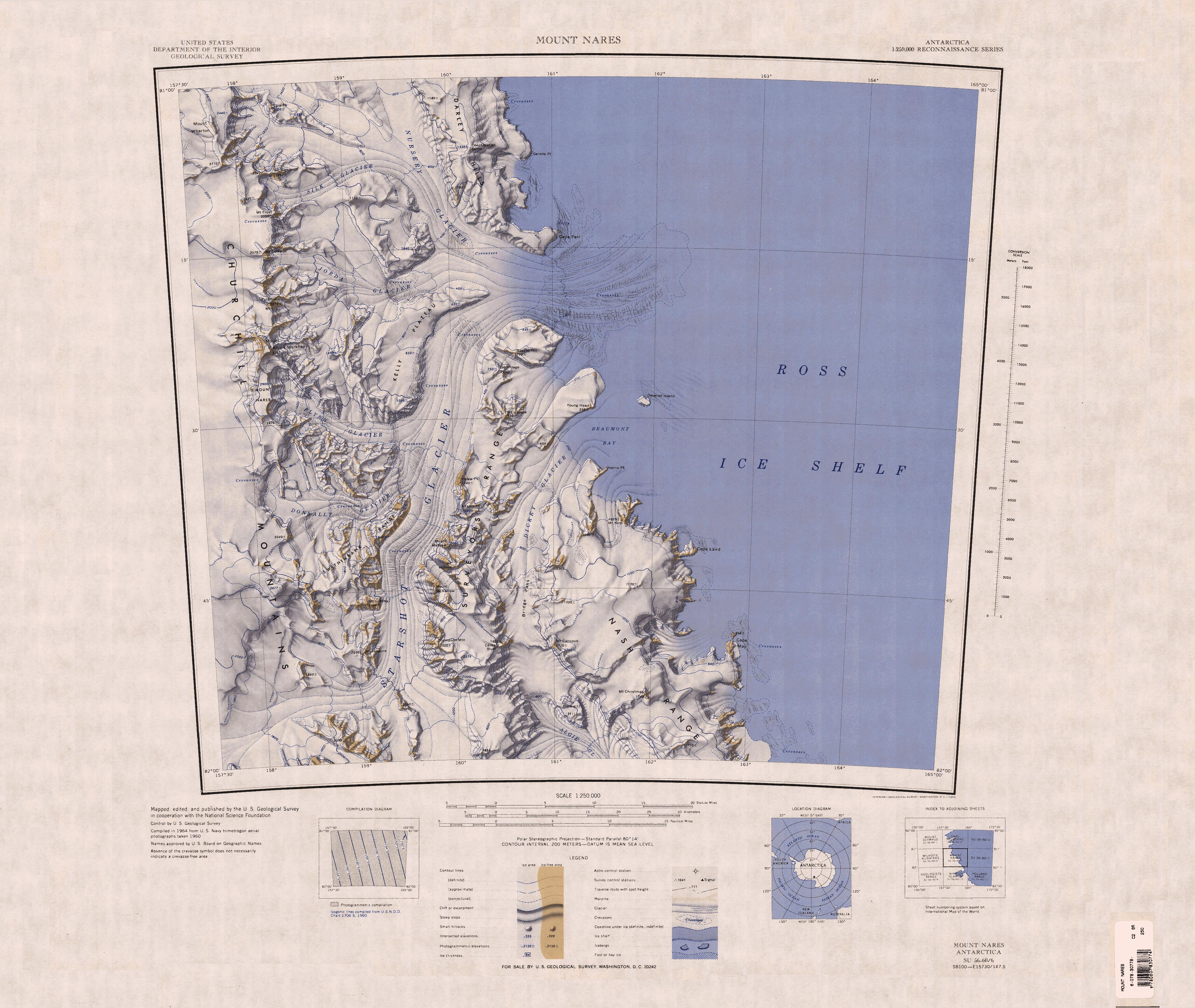
Лист карты с изображением Залива Бомон

Залив Бомонта — (81°31′ ю. ш. 161°22′ в. д.) — заполненный льдом залив снова вошедший в западную часть Шельфового ледника Росса. Находится между Янгхедом и Гаррис Пойнтом, а также впадает в ледник Дика. Был открыт Британской антарктической экспедицией и назван в честь адмирала Королевского флота сэра Льюиса Бомонта, исследователя Арктики, проявившего особый интерес к этой экспедиции.